# Chloris orthonoton
Chloris orthonoton är en gräsart som beskrevs av Johann es Christoph Christian Döll. Chloris orthonoton ingår i släktet kvastgrässläktet, och familjen gräs. Inga underarter finns listade i Catalogue of Life.